# Notacma armata
Notacma armata là một loài tò vò trong họ Ichneumonidae.